# 格呂訥山
47°21′33″N 10°2′11″E / 47.35917°N 10.03639°E

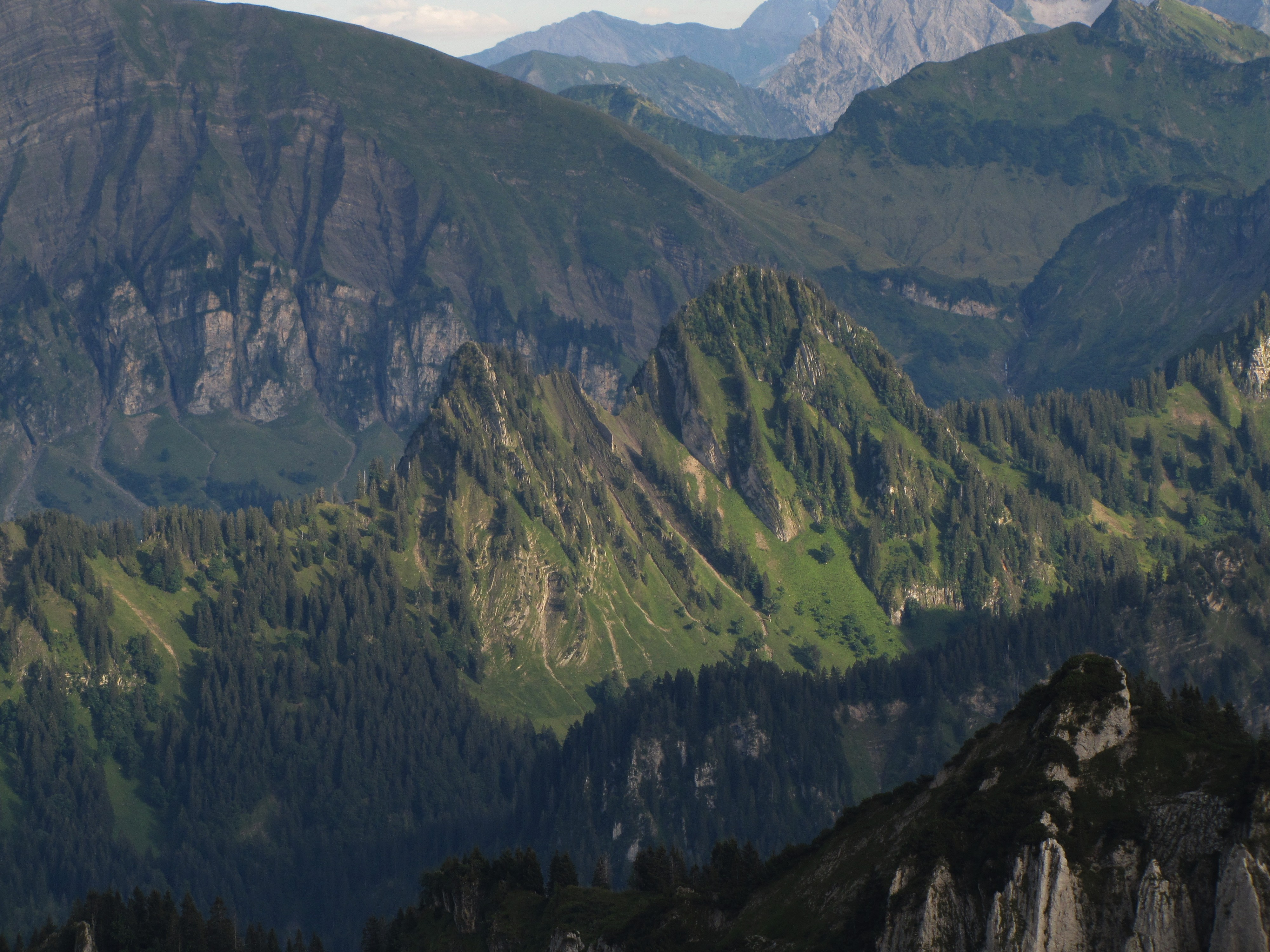

格呂訥山（德語：Grüne Köpfe），是奧地利的山峰，位於該國西部，由福拉爾貝格州負責管轄，屬於阿爾高阿爾卑斯山脈的一部分，距離迪達姆斯山0.6公里，海拔高度1,725米，每年平均降雨量1,730毫米。